# 新藤兼人賞
新藤兼人賞（しんどうかねとしょう）は、新人映画監督に贈られる日本の映画賞。

## 概要
日本映画製作者協会 (協同組合)に所属する現役プロデューサーが「この監督と組んで仕事をしてみたい」「今後この監督に映画を作らせてみたい」という観点からその年度で最も優れた新人監督を選ぶ。他の映画賞とは全く違う選考基準を持ち、現役プロデューサーのみが審査員をつとめる日本で唯一の新人監督賞。1996年に「最優秀新人監督賞」として始まり、2000年より新藤兼人監督の名前を冠して現在の名称となる。受賞者には新藤兼人オリジナルデザインのトロフィーと賞金が与えられる。
プロデューサー賞は「優秀な作品の完成に大きな貢献を果したプロデューサーまたは企画者」に与えられる。2005年の創設から2014年までは私的録画補償金管理協会（SARVH）の委託を受ける形の賞だったため「SARVH賞」と呼ばれていたが、SARVHの解散に伴い2014年を最後に終了した。後継として2015年から本賞の一部門に「新藤兼人賞 プロデューサー賞」を新設した。
毎年12月の第1金曜日に授賞式が開催されている。

## 受賞者一覧

### 1996年
- 金賞
  - 是枝裕和『幻の光』

### 1997年
- 金賞
  - 松井久子『ユキエ』

### 1998年
- 金賞
  - 荒井晴彦『身も心も』

### 1999年
- 金賞
  - けんもち聡『いつものように』

### 2000年
- 金賞
  - 中江裕司『ナビィの恋』
- 銀賞
  - 合津直枝『落下する夕方』

### 2001年
- 金賞
  - 新藤風『LOVE/JUICE』
- 銀賞
  - 北村龍平『VERSUS』

### 2002年
- 金賞
  - 橋口亮輔『ハッシュ!』
- 銀賞
  - 西川美和『蛇イチゴ』

### 2003年
- 金賞
  - 李相日『BORDER LINE』
- 銀賞
  - 竹下昌男『ジャンプ』

### 2004年
- 金賞
  - 佐々部清『チルソクの夏』『半落ち』
  - 土井裕泰『いま、会いにゆきます』

### 2005年
- 金賞
  - 宮藤官九郎『真夜中の弥次さん喜多さん』
- 銀賞
  - 内田けんじ『運命じゃない人』
- SARVH賞
  - 李鳳宇『パッチギ!』

### 2006年
- 金賞
  - マキノ雅彦『寝ずの番』
- 銀賞
  - 荻上直子『かもめ食堂』
- SARVH賞
  - 渡辺謙『明日の記憶』

### 2007年
- 金賞
  - 中村義洋『アヒルと鴨のコインロッカー』
- 銀賞
  - 佐藤祐市『キサラギ』
- SARVH賞
  - 桝井省志『それでもボクはやってない』

### 2008年
- 金賞
  - 小林聖太郎『かぞくのひけつ』
- 銀賞
  - 森義隆『ひゃくはち』
- SARVH賞
  - 中沢敏明・本木雅弘『おくりびと』

### 2009年
- 金賞
  - 沖田修一『南極料理人』
- 銀賞
  - 田口トモロヲ『色即ぜねれいしょん』
- SARVH賞
  - 安田匡裕『ディア・ドクター』

### 2010年
- 金賞
  - 呉美保『オカンの嫁入り』
- 銀賞
  - 吉田恵輔『さんかく』
- SARVH賞
  - 桂壮三郎『アンダンテ〜稲の旋律〜』
  - 若松孝二『キャタピラー』

### 2011年
- 金賞
  - 塙幸成『死にゆく妻との旅路』
- 銀賞
  - 近藤明男『エクレール・お菓子放浪記』
- SARVH賞
  - 新藤次郎『一枚のハガキ』

### 2012年
- 金賞
  - 赤堀雅秋『その夜の侍』
- 銀賞
  - 蜷川実花『ヘルタースケルター』
- SARVH賞
  - 亀山千広『踊る大捜査線 THE FINAL 新たなる希望』『テルマエ・ロマエ』『BRAVE HEARTS 海猿』『ロボジー』『ライアーゲーム -再生-』『終の信託』『任侠ヘルパー』『JAPAN IN A DAY（ジャパン イン ア デイ）』

### 2013年
- 金賞
  - 白石和彌『凶悪』
- 銀賞
  - 奥谷洋一郎『ソレイユのこどもたち』
- SARVH賞
  - 孫家邦・菊地美世志 『舟を編む』

### 2014年
- 金賞
  - 久保田直『家路』
- 銀賞
  - 原桂之介『小川町セレナーデ』
- SARVH賞
  - 成田尚哉『海を感じる時』
  - 天野真弓（若手監督育成に対して）

### 2015年
- 金賞
  - 岨手由貴子『グッド・ストライプス』
- 銀賞
  - 松永大司『トイレのピエタ』
- プロデューサー賞
  - 那須田淳・進藤淳一 『映画 ビリギャル』

### 2016年
- 金賞
  - 中野量太『湯を沸かすほどの熱い愛』
- 銀賞
  - 小路紘史『ケンとカズ』
- プロデューサー賞
  - 川口典孝『君の名は。』

### 2017年
- 金賞
  - 長谷井宏紀『ブランカとギター弾き』
- 銀賞
  - 石川慶『愚行録』
- プロデューサー賞
  - 山上徹二郎『もうろうをいきる』『海の彼方』

### 2018年
- 金賞
  - 野尻克己『鈴木家の嘘』
- 銀賞
  - 関根光才『生きてるだけで、愛。』
- プロデューサー賞
  - 市橋浩治・上田慎一郎・豊島雅郎『カメラを止めるな!』
- 日本映画製作協会 特別賞
  - 黒澤満

### 2019年
- 金賞
  - 村上浩康『東京干潟』『蟹の惑星』
- 銀賞
  - 田中征爾『メランコリック』
- プロデューサー賞
  - 河村光庸『新聞記者』

### 2020年
- 金賞
  - HIKARI『37セカンズ』
- 銀賞
  - 内山拓也『佐々木、イン、マイマイン』
- プロデューサー賞
  - 岡本英之・高田聡・山本晃久『スパイの妻〈劇場版〉』

### 2021年
- 金賞
  - 藤元明緒『海辺の彼女たち』
- 銀賞
  - 小島央大『JOINT』
- プロデューサー賞
  - 西ヶ谷寿一『あのこは貴族』

### 2022年
- 金賞
  - 森井勇佑『こちらあみ子』
- 銀賞
  - 川和田恵真『マイスモールランド』
- プロデューサー賞
  - 深瀬和美『死刑にいたる病』

### 2023年
- 金賞
  - 小辻陽平『曖昧な楽園』[1]
- 銀賞
  - 佐近圭太郎『わたしの見ている世界が全て』[1]
- プロデューサー賞
  - 角川歴彦『月』[1]

### 2024年
- 金賞
  - 山中瑶子『ナミビアの砂漠』[2]
- 銀賞
  - 安田淳一『侍タイムスリッパー』[2]
- プロデューサー賞
  - 関友彦『箱男』『あんのこと』『若武者』[2]